# Eugenia nemestrina
Syzygium nemestrinum là một loài thực vật thuộc họ Myrtaceae. Loài này có ở Malaysia và Singapore.